# Incidente petrolchimico Anic Monte Sant'Angelo del 1976
L'incidente si verificò in seguito allo scoppio della colonna di lavaggio dell'impianto di sintesi dell'ammoniaca, alle 9.50 del 26 settembre 1976 nello stabilimento Anic. Lo stabilimento petrolchimico Eni (Anic, EniChem, poi EniChem Agricoltura SpA) era sito in località Macchia, frazione del Comune di Monte Sant'Angelo. La posizione dello stabilimento era appena fuori (poche centinaia di metri) il quartiere Monticchio della città di Manfredonia. L'incidente ha investito completamente questo quartiere e la zona circostante con diverse decine di tonnellate di arsenico.

## Eventi
Il 26 settembre 1976, alle 10.00 circa del mattino, all'interno del polo petrolchimico dell'Enichem,  avvenne l'esplosione della colonna di lavaggio dell’impianto di sintesi dell’ammoniaca  nell’Isola 5 dello stabilimento. L'impianto esploso era una torre di lavaggio dell’anidride carbonica utilizzato per la produzione dell’ammoniaca. In seguito all'esplosione, si ebbe la dispersione sulla città di almeno dieci tonnellate di arsenico. Gli abitanti di Manfredonia udirono l'enorme boato il quale provocò preoccupazione fra i cittadini. L'azienda tuttavia nascose l'accaduto per quattro giorni prima che la catastrofe fosse dichiarata ; inizialmente non comunicò nulla, salvo poi dichiarare che la nube fuoriuscita era semplice vapore acqueo.

## Conseguenze
Nel 1997 viene pubblicata la prima indagine dell'OMS, che rileva per il periodo 1980-'87 un eccesso di mortalità per tumore dello stomaco, della prostata e della vescica tra gli uomini e della laringe, della pleura e di mieloma multiplo tra le donne: "eccesso di mortalità per tumore allo stomaco negli uomini e un aumento dei tumori alla laringe, alla pleura e mielomi multipli nelle donne, nonché aumenti generali di leucemie e malattie non tumorali all'apparato genito-urinario. Gli eccessi riscontrati possono essere indicativi di effetti dalle esposizioni da arsenico, e in particolare all'emergere dei primi effetti a lunga latenza che potrebbero aggravarsi negli anni successivi."
Nel rapporto successivo del 2002, si legge: “.. visti i tempi di latenza necessari all'identificazione di effetti riconducibili all'incidente del 1976 è auspicabile una sorveglianza epidemiologica”

### Danni ambientali

#### Bonifiche
La soluzione approvata nel 2003 per la bonifica della falda del SIN di Manfredonia consiste nel lavaggio in continuo delle acque sotterranee. Questo avviene attraverso la diluizione idrica dei vari inquinanti e il recupero dai pozzi di emungimento, dei reflui, verso un depuratore dove vengono trattati, con un sistema di ripompaggio e una “barriera idraulica” costituita da sessantina di pozzi, per evitare l’inquinamento marino.

### Indagini scientifiche
In seguito ai diversi incidenti e all'inquinamento cronico causato dal petrolchimico sono stati avviati e conclusi diversi studi epidemiologici. Uno di questi è lo studio "Sentieri" ovvero lo Studio Epidemiologico Nazionale Territori e Insediamenti Esposti a Rischi da Inquinamento coordinato dall’Istituto Superiore della Sanità in collaborazione con il Centro Europeo Ambiente e Salute dell’Organizzazione Mondiale della Sanità, il Dipartimento di Epidemiologia del Servizio Sanitario Regionale del Lazio, il Consiglio Nazionale delle Ricerche di Pisa e l’Università di Roma La Sapienza, che ha valutato la mortalità in 44 Siti inquinati.
Il SIN di Manfredonia è costituito da 2 Comuni (vedi tabella a pg 10 dello studio citato in nota), con una popolazione complessiva di 71.621 abitanti al Censimento 2001. Il Decreto di perimetrazione del SIN elenca la presenza delle seguenti tipologie di impianti: impianti chimici e discariche, esposizioni ambientali indicate in SENTIERI come C e D. Il profilo di mortalità nel SIN di Manfredonia mostra un difetto, in entrambi i generi, per le principali cause di morte elencate in tabella 1. Tra le cause di morte per le quali vi è a priori un’evidenza Sufficiente o Limitata di associazione con le fonti di esposizioni ambientali presenti in questo SIN si osservano, negli uomini e nelle donne, un eccesso per tumore dello stomaco e un difetto per le malattie dell’apparato respiratorio (tabella 2 dello studio citato in nota). Stime imprecise in difetto sono presenti per malformazioni congenite e condizioni morbose perinatali (tabella 3 dello studio citato in nota).
Il rapporto conclusivo dell’ultimo studio della filiera Sentieri, RISCRIPRO, ha valutato i rischi per la salute riproduttiva all’interno di 18 Sin, Siti contaminati di Interesse Nazionale, tra il 2004 e il 2013. Dal rapporto emergono notizie preoccupanti sulla salute riproduttiva in diverse aree italiane, compresa quella di Manfredonia e Monte Sant'Angelo.